# Nicolás Figueroa
Nicolás Amadeo Figueroa Rodríguez (Lima, Perú, 24 de mayo de 2002) es un futbolista peruano que juega como delantero en el Deportivo Binacional en la Primera División del Perú.

## Trayectoria

### Universidad San Martín
Formado en la cantera de la Universidad San Martín, debutó en el primer equipo el 13 de julio de 2019 disputando la victoria 2-0 ante el UTC. Participó más en club en la temporada 2020, jugando muchas veces de titular. El 16 de febrero de 2020 anotó su primer gol en el partido ante Alianza Universidad, donde perdieron por 2-1.

## Selección nacional
Participó con la Selección de fútbol sub-17 del Perú en el Campeonato Sudamericano de Fútbol Sub-17 de 2019, realizado en Perú, donde fue uno de los goleadores de la bicolor, en el cual se quedaron en la fase final, quedando fuera del Mundial Sub-17 por diferencia de goles. Ha sido llamado a algunos microciclos de la Selección de fútbol sub-20 del Perú.

### Participación en Campeonatos Sudamericanos
| Torneo                      | Sede | Resultado    | Partidos | Goles | Media goledora |
| --------------------------- | ---- | ------------ | -------- | ----- | -------------- |
| Sudamericano Sub-17 de 2019 | Perú | Quinto lugar | 8        | 3     | 0.38           |

## Estadísticas
Actualizado el 9 de noviembre de 2022.
| Universidad San Martín Perú                | 2019             | 1.ª              | 10 | 0 | 1 | 0 | — | — | 11 | 0 |
| Universidad San Martín Perú                | 2020             | 1.ª              | 24 | 2 | — | — | — | — | 24 | 2 |
| Universidad San Martín Perú                | 2021             | 1.ª              | 20 | 0 | — | — | — | — | 21 | 0 |
| Universidad San Martín Perú                | Total club       | Total club       | 55 | 2 | 1 | 0 | 0 | 0 | 56 | 2 |
| FBC Melgar Perú                            | 2022             | 1.ª              | 8  | 0 | — | — | 1 | 0 | 9  | 0 |
| FBC Melgar Perú                            | Total club       | Total club       | 8  | 0 | 0 | 0 | 1 | 0 | 9  | 0 |
| Total en carrera                           | Total en carrera | Total en carrera | 63 | 2 | 1 | 0 | 1 | 0 | 65 | 2 |
| (1) Incluye datos de la Copa Bicentenario. |                  |                  |    |   |   |   |   |   |    |   |

## Palmarés

### Torneos cortos
| Título          | Club            | País | Año  |
| --------------- | --------------- | ---- | ---- |
| Torneo Apertura | F. B. C. Melgar | Perú | 2022 |